# Бузулучанка
«Бузулучанка» — женский футбольный клуб из города Бузулук Оренбургской области, участник Первого дивизиона чемпионатов России в 2008—2010 годах.

## История
Свой первый матч «Бузулучанка» провела в 2007 году в Шентале с командой «Дружба» (Самарская область) и победила 4:0. Первый домашний матч был сыгран с «Дружбой» в рамках ответного визита в августе 2007 года, матч вновь закончился победой — 8:0. В октябре того же года «Бузулучанка» приняла участие в своем первом турнире «Кубок Урала-2007» и заняла третье место, победив команду «Юность» (Уфа) со счетом 5:0 и проиграв «СДЮШОР № 10» (Уфа) (0:3) и «Фортуна-ДЮСШ-2» (Екатеринбург) (0:4).
За 3 года выступлений во Втором и Первом дивизионах Чемпионата России «Бузулучанка» запомнилась[кому?] нулевой ничьей с «Чертаново-2» (Москва) и поражением со счетом 1:20 от «ЦСК ВВС» (Самара) 6 октября 2010.
Голы «Бузулучанки» в Первом дивизионе забивали: Татьяна Федорова и Наталья Иванова (2009), Татьяна Куприянова—4 и Наталья Иванова (2010).
В 2011 году клуб не нашел средства на участие в чемпионате, но жители города обратились к мэру с просьбой финансировать клуб из бюджета города.
После окончания выступления в Чемпионатах России «Бузулучанка» продолжает играть в пляжный и мини-футбол. В 2013 году «Бузулучанка» стала вице-чемпионом на Кубке Оренбургской области по мини-футболу среди девушек. В 2014 году победили в турнире по футболу на снегу в селе Аверьяновка (Самарская область). В ноябре стали призёрами турнира по мини-футболу среди девушек на призы Губернатора Самарской области «Волжские ворота—2014». В 2017 году «Бузулучанка» приняла участие в турнире по футболу на снегу «Зимний мяч Богатое», а в 2019 году приняла участие в межрегиональном турнире по мини-футболу «Кубок звезд-2019» в пос. Мирный (Самарская область). В 2020 году «Бузулучанка» в матче за 3-е место на турнире «Зимний мяч Богатое» уступила землячкам из сборной «ОГУ».

## Достижения

### Титульные
- 8-е место Второго дивизиона России: 2008
- 6-е место в зональном этапе Первого дивизиона России: 2009

### Матчевые
Самые крупные победы
- 3:1 — самая крупная победа клуба во Втором дивизионе (в матче «Саратов» — «Бузулучанка», 7 мая 2008)

Самые крупные поражения
- 0:2 — самое крупное поражение клуба во Втором дивизионе (в матче «Мордовия» — «Бузулучанка», 5 мая 2008 и в матче «Бузулучанка» — ШВСМ, 28 сентября 2008)
- 1:20 — самое крупное поражение клуба в Первом дивизионе (в матче ЦСК ВВС — «Бузулучанка», 6 октября 2010)

## Статистика выступлений
без учёта мячей забитых в сериях послематчевых пенальти
с учётом технических результатов

| Сезон                            | Чемпионат России                 | Чемпионат России                       | Чемпионат России                       | Чемпионат России                 | Чемпионат России | Чемпионат России | Чемпионат России | Чемпионат России | Чемпионат России | Чемпионат России | Чемпионат России | Чемпионат России | Источники     |
| Сезон                            | Дивизион                         | Этап                                   | Этап                                   | Место                            | И                | В                | Н                | П                | МЗ               | МП               | РМ               | О                | Источники     |
| -------------------------------- | -------------------------------- | -------------------------------------- | -------------------------------------- | -------------------------------- | ---------------- | ---------------- | ---------------- | ---------------- | ---------------- | ---------------- | ---------------- | ---------------- | ------------- |
| 2008                             | Второй дивизион                  | Предварительный этап, зона Приволжье   | Предварительный этап, зона Приволжье   | 2 из 4                           | 4                | 2                | 1                | 1                | 4                | 3                | +1               | 7                | [ 10 ] [ 11 ] |
| 2008                             | Второй дивизион                  | Финальный этап                         | группа А                               | 4 из 4                           | 3                | 0                | 1                | 2                | 0                | 3                | -3               | 1                | [ 10 ] [ 11 ] |
| 2008                             | Второй дивизион                  | Финальный этап                         | Плей-офф за 7-8 места                  | 8 из 8                           | 1                | 0                | 0                | 1                | 0                | 1                | -1               | —                | [ 10 ] [ 11 ] |
| 2008                             | Второй дивизион                  | Второй дивизион 2008 (Итог)            | Второй дивизион 2008 (Итог)            | 8 из 8                           | 8                | 2                | 2                | 4                | 4                | 7                | -3               | —                | [ 10 ] [ 11 ] |
| 2009                             | Первый дивизион                  | Предварительный этап, зона Центр       | Предварительный этап, зона Центр       | 6 из 6                           | 10               | 0                | 0                | 10               | 2                | 41               | -39              | 0                | [ 12 ]        |
| 2010                             | Первый дивизион                  | Предварительный этап, зона Центр-Волга | Предварительный этап, зона Центр-Волга | 7 из 7                           | 12               | 0                | 0                | 12               | 5                | 67               | -62              | 0                | [ 13 ]        |
| Итого Второй дивизион (1 сезон)  | Итого Второй дивизион (1 сезон)  | Итого Второй дивизион (1 сезон)        | Итого Второй дивизион (1 сезон)        | Итого Второй дивизион (1 сезон)  | 8                | 2                | 2                | 4                | 4                | 7                | -3               |                  |               |
| Итого Первый дивизион (2 сезона) | Итого Первый дивизион (2 сезона) | Итого Первый дивизион (2 сезона)       | Итого Первый дивизион (2 сезона)       | Итого Первый дивизион (2 сезона) | 22               | 0                | 0                | 22               | 7                | 108              | -101             |                  |               |
| Всего                            | Всего                            | Всего                                  | Всего                                  | Всего                            | 30               | 2                | 2                | 26               | 11               | 115              | -104             |                  |               |